# Těžká dřina
Těžká dřina je televizní dokumentární show vysílaná na stanici Prima Cool a volně inspirovaná pořadem Dirty Jobs.

## Formát
Těžká dřina je formát docu-show z prostředí těch nejsložitějších, nejzajímavějších či nejodpudivějších prací, které se dají na území České republiky najít. Moderátor Roman Buťa si v každém dílu vyzkouší pozice zaměstnanců, kteří musí v práci podstupovat značnou fyzickou námahu, nebezpečné chvíle či složitost prací.

## Série
Show dosud obsahuje tři série, v prvních dvou diváci zhlédli celkem dvacet čtyři těžkých, špinavých, náročných nebo exkluzivních povolání. První sezóna představovala známá povolání, druhá řada se zaměřila především na fyzickou náročnost. Ve třetí sérii ukáže moderátor nebezpečná povolání a běžným lidem prakticky nedostupná místa, stane se např. horníkem v šachtách na Ostravsku, vyzkouší si výcvik s protiteroristickou jednotkou, nahlédne do výroby typických českých potravinářských produktů a více se zaměří i na „těžké stroje“.
Díky české dokumentární show měli diváci možnost poprvé navštívit neobvyklé provozy a účastnit náročného výcviku speciálních jednotek. Do útrob bioplynové stanice například vstoupila kamera vůbec poprvé za dobu jejího fungování. Diváci nahlédli také do fungování zásahové jednotky Policie České republiky a seznámili se s výcvikem a prací báňských záchranářů.